# 照沼大陽
照沼 大陽（てるぬま だいよう、1944年 - ）は、日本の応用化学者。埼玉大学名誉教授。
専門分野は有機合成化学、有機ケイ素化学。ケイ素の特徴を生かした新規化合物の合成（具体的には、糖鎖を担持したカルボシランデンドリマーあるいはポリシランの合成）による医薬、電子材料への応用を研究。

## 略歴
- 1968年　埼玉大学工学部卒業
- 1968年　埼玉大学理工学部助手
- 1983年　理学博士（東北大学）
- 1987年　埼玉大学工学部助教授
- 2000年　埼玉大学工学部教授
- 2013年　埼玉大学工学部教授を退任

## 論文

### 単著
- 「機能材料としての有機ケイ素化合物―ポリシランとカルボシランデンドリマー・糖鎖」,『CACS forum』,埼玉大学分析センター編,20,2000

### 共著
- 「有機光電変換素子におけるシロール誘導体の添加効果」,電子情報通信学会技術研究報告. OME, 有機エレクトロニクス 109(359), 2010
- "Synthesis and characterization of photo-responsive carbosilane dendrimers" , Molecules 14(6), 2009
- "Synthetic construction of a Le(x) determinant via gabriel amine synthesis and the glycopolymer involving highly clustered Le(x) residues" , TETRAHEDRON LETTERS 50(21), 2009
- 「塗布法を用いた波長選択型有機光電変換素子」,埼玉大学地域オープンイノベーションセンター紀要 (2), 2009
- "Synthesis and Lectin-binding Activity of Luminescent Silica Particles Peripherally Functionalized with Lactose" , TETRAHEDRON LETTERS 49(39), 2008
- 「生体機能分野 標的認識能を有する有機ケイ素 -糖鎖ハイブリッド材料」,未来材料 8(6), 2008
- 「糖鎖と有機ケイ素化合物の複合による新規機能材料」,化学工業 59(2), 2008
- 「シロールをコアとした糖鎖担持カルボシランデンドリマーのレクチン検査薬としての評価」,埼玉大学工学部紀要 第一部 論文集 42, 2008
- 「注入現象による撮像デバイス用有機光導電膜の感度向上」,映像情報メディア学会年次大会講演予稿集 (2006), "16-4-1"-"16-4-2", 2006
- 「糖脂質Gb₃を受容体とする細菌毒素、Shiga toxinに対する阻害剤開発と治療への応用」,脂質生化学研究 48, 2006
- 「有機薄膜を用いた光機能素子応用に関する研究」,『埼玉大学地域共同研究センター紀要』,7,2006
- 「ポリシランを用いた有機EL素子の混食化に関する検討」,『電子情報通信学会技術研究報告』,105(257),2005
- 「有機光導電膜を積層したCMOSイメージセンサの試作」,『電子情報通信学会技術研究報告』,105(257),2005
- 「有機光導電膜の撮像管による特性評価」,『電子情報通信学会技術研究報告』,105(257),2005
- 「グロボ三糖担持カルボシランデンドリマーの合成：カルボシランデンドリマー構造がO157：H7が産生するベロ毒素の阻害活性に及ぼす効果」,『有機合成化学協会誌』,63(7),2005
- 「新規カルボシランデンドリマーの合成とその構造が液晶性に与える効果」,『高分子論文集』,60(10),2003
- 「ポリシラン-TPB間の共鳴エネルギー移動とEL特性」,『電子情報通信学会技術研究報告』,103(284),2003
- 「波長選択機能を有する有機光導電膜の特性評価」,『映像情報メディア学会技術報告』,27(39),2003
- 「光機能性有機薄膜の作製と特性評価に関する研究」,『埼玉大学地域共同研究センター紀要』,4,2003
- 「シリコン系微粒子の二波長励起フォトルミネッセンス効果」,『電子情報通信学会技術研究報告』,102(327),2002
- 「先端材料応用技術 ポリシラン有機高分子によるEL発光」,『工業材料』,49(11),2001
- 「機能性色素を分散したポリシラン薄膜の光導電特性」,『電子情報通信学会技術研究報告』,101(346),2001
- 「分子間エネルギー移動を利用したポリシラン可視発光EL素子」,『電子情報通信学会技術研究報告』,101(313),2001
- 「電解重合法によるSi-based Particleの合成と基礎物性」,『電子情報通信学会技術研究報告』,101(313),2001
- 「有機色素分散シリコンポリマー薄膜の光導電特性」,『映像情報メディア学会技術報告』,25(47),2001
- 「有機色素を添加したポリシラン薄膜EL素子」,『電子情報通信学会技術研究報告』,101(35),2001
- 「カルボシランデンドリマーをコア骨格として用いたβ-シクロデキストリン残基の合成的アッセンブリー」,『高分子論文集』,57(10),2000
- 「有機色素添加ポリシラン薄膜の光学特性」,『電子情報通信学会技術研究報告』,100(319),2000
- 「異種ポリシラン混合薄膜のエネルギー移動と発光特性（2）」,『電子情報通信学会技術研究報告』,100(29),2000
- 「水溶性ポリシラン添加ゾルゲルガラスの光学特性」,『電子情報通信学会技術研究報告』,100(29),2000
- 「側鎖に光学活性な置換基を有する水溶性ポリシランの合成と評価」,『電子情報通信学会技術研究報告』,99(318),1999
- 「異種ポリシラン混合薄膜のエネルギー移動と発光特性」,『電子情報通信学会技術研究報告』,99(318),1999
- 「異種ポリシラン混合薄膜における発光特性と分子間エネルギー移動」,『応用物理学会学術講演会講演予稿集』,60(3),1999
- 「トリフルオロメチル不剤骨格をもつ強誘電性高分子液晶の合成とその物性」,『高分子論文集』,56(6),1999
- 「Poly bis (p-propoxyphenyl) silaneの薄膜化と発光特性」,『電子情報通信学会技術研究報告』,99(36),1999
- 「スピンコート薄膜での異種ポリシラン分子間エネルギー移動」,『応用物理学関係連合講演会講演予稿集』,46(3),1999
- 「ポリシラン分子間のエネエルギー移動と発光過程」,『電子情報通信学会技術研究報告』,98(579),1999
- 「Poly bis (p-propoxyphenyl) silane薄膜の発光特性」,『応用物理学会学術講演会講演予稿集』,59(3),1998
- 「Poly bis (p-propoxyphenyl) silaneを用いた分子間エネルギー移動」,『応用物理学会学術講演会予稿集』,59(3),1998
- 「異種ポリシラン間のエネルギー移動と時分解発光特性」,『電子情報通信学会技術研究報告』,98(38),1998
- 「ポリシランの発光過程と温度依存性」,『電子情報通信学会技術研究報告』,98(38),1998
- 「光学活性基を側鎖に有するポリシランの合成とその構造」,『電子情報通信学会技術研究報告』,98(38),1998
- 「ポリメチルフェニルシランの再結合寿命の温度依存性」,『応用物理学関係連合講演会講演予稿集』,45(3),1998
- 「異種ポリシラン分子間エネルギー移動の時分解測定」,『応用物理学関係連合講演会講演予稿集』,45(3),1998
- 「異種ポリシランの分子間エネルギー移動」,『応用物理学会学術講演会講演予稿集』,58(3),1997
- 「ポリシランの再結合寿命の温度依存性」,『応用物理学会学術講演会講演予稿集』,58(3),1997
- 「ポリシランの分子構造と発光特性」,『電子情報通信学会技術研究報告』,97(34),1997
- 「ポリシランのフォトルミネッセンス温度依存性（III）」,『応用物理学関係連合講演会講演予稿集』,44(3),1997
- 「シリコーン：その基本的性質と利用」,『高分子加工』,45(12),1996
- 「ポリシランのフォトルミネッセンス温度依存性（II）」,『応用物理学会学術講演会講演予稿集』,57(3),1996
- 「ポリシランのフォトルミネッセンス温度依存性（I）」,『応用物理学会学術講演会講演予稿集』,57(3),1996
- 「ポリシランの発光効率と応答特性」,『電子情報通信学会技術研究報告』,96(30),1996
- 「ポリシランの時分解フォトルミネッセンス（Ⅱ）」,『応用物理学関係連合講演会講演予稿集』,43(3),1996
- 「分岐を含むポリメチルフェニルシランの発光特性」,『応用物理学関係連合講演会講演予稿集』,43(3),1996
- 「ポリシランの時分解フォトルミネッセンス」,『応用物理学会学術講演会講演予稿集』,56(3),1995
- 「ポリシランの可視発光効率測定」,『応用物理学関係連合講演会講演予稿集』,42(3),1995
- 「光学活性 Benylmethylphenylgermylacetic Acid および Benyzylmethylphenylgermanecarboxylic Acid の合成」,『日本化学会誌』,1994(3),1994
- 「光学活性 N,N-Dimethyl-2-(methylphenyl-o-tolylsiloxy)ethanamine（シラオルフェナドリン）の合成」,『日本化学会誌』,1990(5),1990